# Lasioglossum exterum
Lasioglossum exterum är en biart som först beskrevs av Cockerell 1911.  Lasioglossum exterum ingår i släktet smalbin, och familjen vägbin. Inga underarter finns listade i Catalogue of Life.